# Zdziechowice Drugie
Zdziechowice Drugie – wieś w Polsce położona w województwie podkarpackim, w powiecie stalowowolskim, w gminie Zaklików.
Dawniej istniała gmina Zdziechowice. W latach 1975–1998 miejscowość administracyjnie należała do województwa tarnobrzeskiego.